# 真木陽子
真木陽子（日语：真木 よう子，1982年10月15日—），日本女演員。千葉縣印西市出生。原隸屬Flying Box事務所，2018年9月25日，加入LesPros娛樂。
2022年7月5日，宣布成立經紀公司「微風」，並簽下數名演員。

## 生平
小学2年級時因為安達祐實主演的《REX 恐龍物語》，開始想要成為藝人，加上當時對唸書完全沒有興趣，因此沒有考慮過升學的事。但當時父親對於真木選擇進入藝能界強烈反對，真木在父親反對之下，以「不答應，我就去援交！」的說詞最終取得同意。
1998年中學畢業後，真木陽子從1000人之中選出5人的徵選脫穎而出，得以加入仲代達矢管理的演員養成所「無名塾」（同期成員包含泷藤贤一、内浦純一）。1999年至2000年間，入社的第二年即獲得拔擢參與公演《谷底》的重要角色，並展開半年巡演。
2006年11月，和小田切讓共演《吊橋上的秘密》，獲得第30回山路文子電影賞新人女優賞，開始受到注目，期間並演出多部電視連續劇。
2013年6月，主演電影《再見溪谷》。翌年，真木陽子以《再見溪谷》和《我的意外爸爸》獲得第37回日本電影金像獎最優秀女主角獎、最優秀女配角獎，為日本電影金像獎史上繼1978年大竹忍之後，第二位「同屆獲得女主角與女配角獎」的演員。

## 個人生活
- 真木家共四個小孩，一個哥哥和兩個弟弟，真木排行第二。
- 2008年11月10日，真木陽子與前男演員片山怜雄（日语：片山怜雄）登記結婚；2009年5月10日，第一個女兒出生。
- 2015年9月與丈夫片山怜雄離婚，結束6年多的婚姻，並獲得親子撫養權。[7]

## 交友喜好
- 國中時是田徑選手。個性男孩子氣。
- 共演者表示長相看似有距離感，但其實性格很迷人。
- 從小是漫畫迷，雜誌曾邀請真木和漫畫家松本大洋、東清彥等人對談。
- 因2005年和大塚愛共演電影《東京朋友（日语：東京フレンズ）》而相熟，亦和歌手木村KAELA交情好。電影《再見溪谷》製片方向真木提出親自演唱主題曲的邀請時，真木向朋友椎名林檎提出創作主題曲的邀約[8]。

## 演出作品

### 電視劇
- 茂七事件簿 不思議草紙（2001年、NHK） - 阿雪
- 科學搜查研究所·文書鑑定之女1（2002年、朝日電視台）
- 週末愛（2003年、埼玉電視台）
- 顏·超感應女警（2003年、富士電視台） - 竹內紗江
- 再見了，可魯（2003年、NHK）
- 迷宮先生（2003年、朝日電視台） - 大田真美
- 戀愛中姊妹（2003年、關西電視台）
- 毛骨悚然撞鬼經驗「伸長的手臂」（2004年、富士電視台）（主演）
- 戀愛小說（2004年、WOWOW） - 鈴木真美
- 失去城堡的人（2004年、朝日電視台） - 古谷芽衣子
- 毛骨悚然撞鬼之夜「蜘蛛女」（2004年、TBS）
- 黑革記事本（2004年、朝日電視台） - 伽耶子
- 劇團演技者（2004年、富士電視台） - 關根
- 毛骨悚然撞鬼經驗「死者去的地方」（2004年、富士電視台）（主演）
- Division1（2005年、富士電視台） - 村山沙織
- 30minutes鬼（2005年、東京電視台）
- 時效警察（2006年、朝日電視台） - 立花律子
- 再一次乘上地鐵（2006年、朝日電視台） - 川瀨幸子
- 我們的教科書（2007年、富士電視台） - 大城早紀
- 風林火山（2007年、NHK） - 美瑠姬
- SP 警視廳警備部警護課第四係（2007年、富士電視台） - 笹本繪里
- 人生補時（2008年、富士電視台）- 堀池清美‧（主演）
- 週刊真木陽子（2008年、東京電視台）（主演）
- 奪命6小時（2008年、WOWOW） - 原田美緒
- 花蝴蝶（2008年、東京電視台） - 垣內千夏
- 龍馬傳（2010年、NHK） - 楢崎龍
- 樓梯之歌 Season3（2011年、TBS） - 謎之美女
- 他、丈夫、男友們（2011年、NHK） - 犬山治子‧（主演）
- 命運之人（2012年、TBS） - 三木昭子
- 遲開的向日葵（2012年、富士電視台） - 二階堂香織
- 最棒的離婚（2013年、富士電視台） - 上原燈里
  - 最棒的離婚特別篇2014（2014年）
- 真幌站前番外地（2013年、東京電視台） - 柏木亞沙子
- I LOVE YOU（2013年、UULA） - 妻子
- 宮本武藏（2014年、朝日電視台）- 阿通
- MOZU - 明星美希
  - MOZU Season1〜百舌吶喊的夜晚～（2014年、TBS）
  - MOZU Season2〜幻之翼～（2014年、WOWOW）
  - MOZU 大杉偵探事務所～美麗的目標（2015年11月2日、TBS）
  - MOZU 大杉偵探事務所～被打碎的過去篇（2015年11月15日、WOWOW）
- 問題餐廳（2015年、富士電視台） - 田中玉子‧（主演）
- 陰錯陽差的女演員們（日语：かもしれない女優たち）（2015年、富士電視台） - 真木陽子‧（主演）
- 精靈守護者II 悲哀的破壞神（2017年、NHK） - 席哈娜
- 瑟西爾的企圖（2017年7月13日－9月7日、富士電視台） - 宮地奈央‧（主演）
- 炎上辯護律師 SP（2018年12月15日、NHK） - 渡會美帆‧（主演）
- 銀行佳人（日语：この女に賭けろ#テレビドラマ）（2019年1月21日－3月11日、東京電視台） - 原島浩美‧（主演）
- Voice 110緊急指令室（2019年7月13－9月21日、日本電視台） - 橘光
  - Voice 110緊急指令室 CALL BACK（2019年9月21日、Hulu） - 橘光（主演）
  - Voice 110緊急指令室II（2021年7月10日－9月25日、日本電視台） - 橘光
- 八墓村 SP（2019年10月12日、NHK BS Premium） - 森美也子
- 初戀 SP（2020年2月22日、NHK BS Premium） - 真壁由紀（主演）
- 未滿警察 ～Midnight Runners～（日语：未満警察 ミッドナイトランナー）第一回（2020年6月27日、日本電視台） - 楓
- 青之SP ～學校內警察．嶋田隆平～（2021年1月12日－3月16日、富士電視台） - 淺村涼子
- 組織犯罪対策課 白鷹雨音（日语：組織犯罪対策課 白鷹雨音） （2021年3月22日、東京電視台） - 白鷹雨音（主演）
- Nemesis 涅墨西斯（2021年4月11日－6月13日、日本電視台） - 神田水帆 / 神田凪紗

### 電影
- DRUG（2001年、青少年育成国民会議）- 近藤美樹
- Pelican Road（2001年、KSS）- 佐倉惠美子
- 修羅雪姫（2001年、東京劇場） - 彩
- 大逃殺2（2003年、東映） - 早田真紀
- 下妻物語（2004年、東宝） - BABY店員
- 戀愛小説（2004年、WOWOW） - 鈴木真美
- 恋文日和（2004年、cinequanon） - 片瀬理乃
- 感染（2004年、東宝） - 桐野優子
- Do Androids Dream of Electric Santa?（2004年、AFM出品short pv） （主演）
- 奔放青春（2005年、cinequanon） - 鄭康子
- 不死咒怨（2005年、日本Herald映画） - 洋子
- 在池中（2005年、日本Herald映画）
- 夏日時光機（2005年、東芝娛樂） - 伊藤唯
- 東京朋友（2005年、avex marketing communication） - 藤木涼子
  - 東京朋友 The Movie（2006年、松竹）
- 薇若妮卡想不開（日语：ベロニカは死ぬことにした_(2005年の映画)）（2006年、角川映画） - 十和（主演）
- 雨之町（2006年、Progressive Pictures） - 香坂
- 吊橋上的秘密（2006年、cinequanon） - 川端智惠子
- 美味的殺人方法（2006年、GAGA Communications） - 東大寺瑪麗
- UDON（2006年、東宝） - 伊藤唯
- 玩命關頭3：東京甩尾（2006年、UIP） - 主角父親的女友
- 飛行兔子（2008年、東映） - 垣内千夏
- 搞怪吹笛手（2009年、Happinet Pictures） - 公主（配音）
- 鈍獸（2009年、GAGA） - 静
- SP THE MOTION PICTURE（東宝） - 笹本絵里
  - 型男特警：野心篇（2010年）
  - 型男特警：革命篇（2011年）
- 草食男之桃花期（2011年、東宝） - 唐木素子
- 三個未婚妻（2011年、GAGA / Kino Films） - 潮崎惠
- 鐵骨柔情（2011年、東映） - 大姐
- 源氏物語千年之謎（2011年、東宝） - 藤壺中宮、桐壺更衣
- 外事警察：別被那個男人騙（2012年、東映 / SDP） - 奥田果織
- 艷之夜（2013年、東映） - 池田百百子
- 小好、小麻、佐和子（2013年、suurkiitos） - 岡村麻子
- 再見溪谷（2013年、Phantom Film） - 尾崎加奈子 （主演）
- 我的意外爸爸（2013年、GAGA） - 齋木緣
- 無名人 某天才科學家的五天生活（2014年、Asmik Ace） - 美由紀
- 手塚治虫的佛陀2：無盡的旅程（2014年、東映） - 琉璃王子（配音）
- 戀愛中毒大作戰（日语：脳内ポイズンベリー#映画）（2015年、東宝） - 櫻井市子（主演）
- 比海更深（2016年、GAGA） - 白石响子
- 乒乓少女大逆襲（Mix）（2017年、東宝） - 富田華子
- 孤狼之血（2018年、東映）- 高木里佳子
- 燒肉Dragon（日语：焼肉ドラゴン#映画） （2018年、角川）- 靜花（主演）
- 彼女（2021年4月15日、Netflix）- 大江美夏
- 無名的日子（日语：名も無い日） （2021年6月11日、 イオンエンターテイメント（日语：イオンエンターテイメント） ） - 小野真希
- 聖地X（2021年11月19日公開、GAGA） - 星野
- 信用詐欺師JP 「英雄篇」（2022年1月14日、東寶）
- 那個男人（2022年、松竹） - 城戸香織
- 涅墨西斯：黃金螺旋之謎（2023年3月31日、日本華納兄弟） - 神田凪沙

### TV動畫
- 道子與哈金（2008年、富士電視台） - 道子·Malandro（配音）

### 電玩遊戲
- 人中之龍6 生命詩篇。（2016年、SEGA） - 笠原清美

### 廣播節目
- 2015年3月19日至2016年10月5日，NHK BS Premium紀錄片節目《アナザーストーリーズ 運命の分岐點》第1代主持人

## 獎項
2006年度
- 第30回山路文子電影獎 新人女優賞（《吊橋上的秘密（日语：ゆれる）》）

2012年度
- 第72回日劇學院賞 最佳女配角（《命運之人》）
- 第37屆黃金飛翔獎（日语：エランドール賞） 新人賞

2013年度
- 第5回TAMA電影獎（日语：TAMA映画賞） 最優秀女優賞（《再見溪谷》）
- 第38回報知電影賞 主演女優賞（《再見溪谷》）
- 第37回山路文子電影獎 女優賞（《再見溪谷》）
- 第35回橫濱電影節 主演女優賞（《再見溪谷》）
- 第26回日刊體育電影大賞 主演女優賞（《再見溪谷》）
- 第87回電影旬報獎 主演女優賞（《再見溪谷》、《我的意外爸爸》、《小好、小麻、佐和子（日语：すーちゃん まいちゃん さわ子さん）》）
- 第37回日本電影金像獎 最優秀主演女優賞（《再見溪谷》）、最優秀助演女優賞（《我的意外爸爸》）
- 第23回東京體育電影大獎 主演女優賞（《再見溪谷》）
- 第18回日本Internet電影大賞 主演女優賞（《再見溪谷》）
- 第28回高崎電影節 最優秀助演女優賞（《我的意外爸爸》）
- 2013年度日本全國映連賞 女優賞（《再見溪谷》《我的意外爸爸》）

2018年度
- 第42屆日本電影金像獎 優秀助演女優賞（《孤狼之血》）

## 寫真集
- 月刊真木陽子(SHINCHO MOOK 87)（2007年2月13日、新潮社、攝影：藤代冥砂）ISBN 978-4107901705
- 月刊真木陽子Special(SHINCHO MOOK 99)（2008年2月、新潮社、攝影：莉莉·弗蘭奇）ISBN 978-4107901835
- 龍（2010年9月22日、日本放送出版協会、攝影：白川青史）ISBN 978-4140814352
- MUSCOVITE（2013年12月14日、光文社、攝影：笠井爾示）ISBN 978-4334901974

## 外部連結
- 真木陽子的Instagram帳戶